# Shattered (película de 1991)
Shattered (La noche de los cristales rotos en España y Búsqueda mortal en Hispanoamérica) es una película de suspenso estadounidense de 1991 dirigida por Wolfgang Petersen y protagonizada por Tom Berenger, Bob Hoskins y Greta Scacchi.
Está basada en una novela de Richard Neely llamada The Plastic Nightmare y también es el debut de Wolfgang Petersen como director en Estados Unidos.

## Argumento
Dan Merrick es un hombre a simple vista normal. Tiene una mujer que se llama Judith Merrick. Un día él sufre un accidente de tráfico junto al mar de San Francisco del que sale con una brutal amnesia que le impide recordar cualquier detalle de su vida pasada. Su mujer, que estuvo presente durante el accidente, consigue escapar sin lesiones.
Ella entonces le ayudará durante la recuperación hasta su regreso a casa, donde intentan reconstruir sus recuerdos a través de reuniones con sus familiares y amigos. Dan, por otra parte, atormentado por flashbacks y pesadillas al respecto, en las que ve olas, pistolas, cristales rotos y gritos, intenta recoger por su cuenta indicios de la vida que tuvo antes del accidente, ya que todo indica a causa de ello, que su matrimonio no era tan perfecto como parece, y que además no era muy querido entre la gente.
Finalmente la sospecha de que su vida estaba plagado de un halo de oscuridad se agudiza cuando su amigo, Gus Klein, dueño de una tienda de mascotas y detective en su tiempo libre le informa de que tenía un encargo suyo antes del accidente.

## Reparto
| Actor           | Personaje      |
| --------------- | -------------- |
| Tom Berenger    | Dan Merrick    |
| Bob Hoskins     | Gus Klein      |
| Greta Scacchi   | Judith Merrick |
| Joanne Whalley  | Jenny Scott    |
| Corbin Bernsen  | Jeb Scott      |
| Debi A. Monahan | Nancy Mercer   |
| Bert Rosario    | Rudy Costa     |
| Jedda Jones     | Sadie          |

## Producción
La película se rodó en Culver City, San Francisco y a lo largo de la impresionante costa norte de Oregón. Allí también se filmó en la localidad de Manzanita.

## Recepción
Hoy en día la película ha sido valorada en portales cinematográficos y por críticos profesionales. En IMDb, por ejemplo, con aproximadamente 12 000 votos registrados, el largometraje obtiene una media ponderada de 6,5 sobre 10. En cuanto a Rotten Tomatoes, los más de 2500 votos registrados allí le dieron una valoración media de 3,5 de 5, mientras que solamente 5 de los 14 críticos profesionales registrados allí le dan una valoración positiva. También hay que mencionar, que en el periódico La Vanguardia el 62 % de los usuarios registrados le dan una valoración positiva a la película.